# IC 256
IC 256 је галаксија у сазвјежђу Персеј која се налази на листи објеката дубоког неба у Индекс каталогу.
Деклинација објекта је + 46° 57' 16" а ректасцензија 2h 49m 40,3s. Привидна величина (магнитуда) објекта IC 256 износи 16,9 а фотографска магнитуда 17,9. IC 256 је још познат и под ознакама 5ZW 280, , PGC 10737.